# Hells Gate (California)

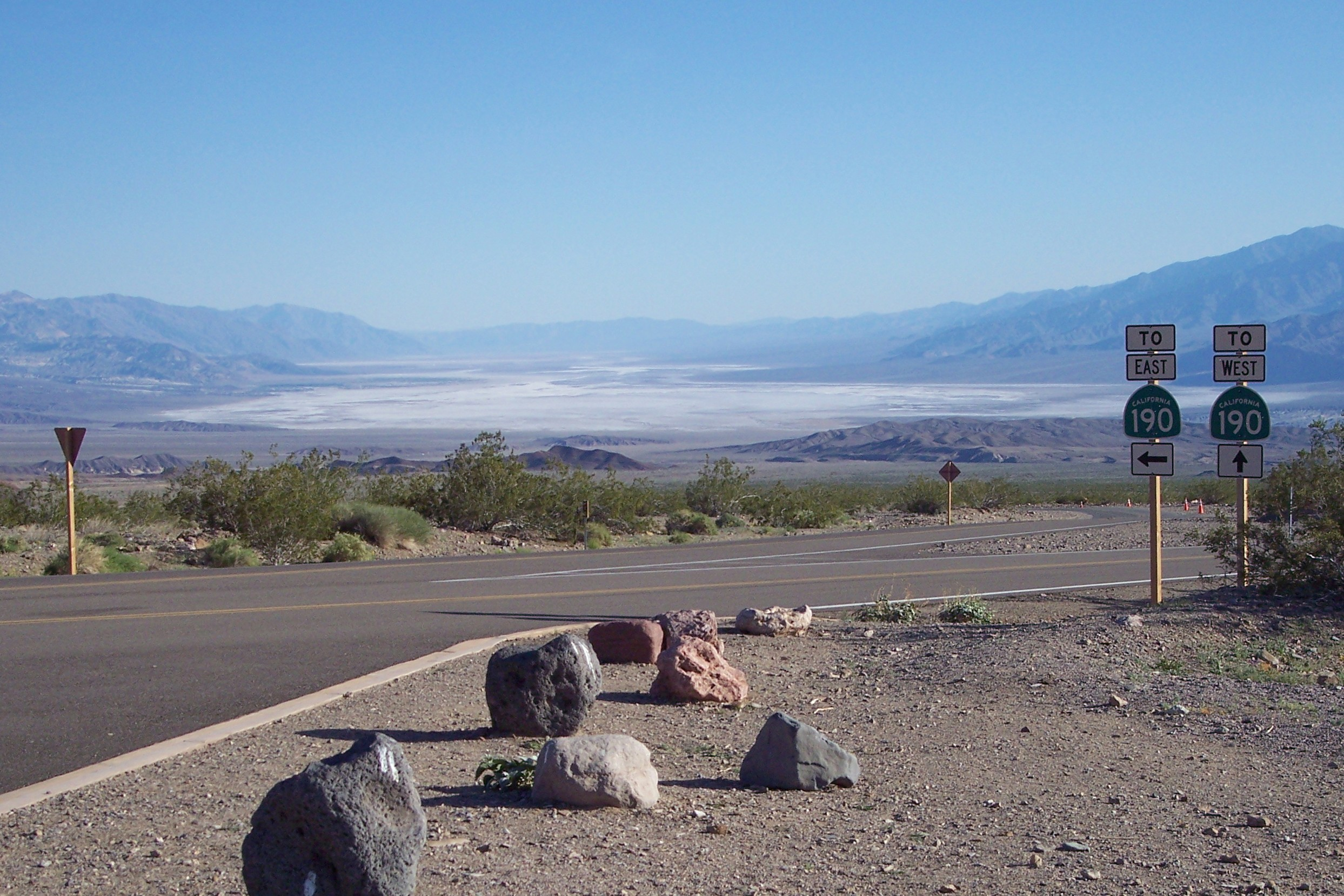
Valle della morte vista da Hell's Gate

Hells Gate (noto anche come Hell's gate) è una zona situata nel valle della morte, all'incrocio tra Daylight Pass Road (proveniente da Beatty, Nevada e che porta a West California State Route 190) e Beatty Road (o Beatty Cutoff), verso la East California State Route 190 e il centro visitatori del parco. Qui vi sono dei sentieri escursionistici.